# 에스와티니의 국기

에스와티니의 국기 비율 2:3

에스와티니의 국기는 1968년 10월 6일에 제정되었다. 빨강은 과거에 있었던 전투를, 파랑은 평화와 안정을, 노랑은 에스와티니의 자원을 의미한다.
국기의 가운데에 그려져 있는 전통적인 방패와 두 개의 창은 에스와티니를 적으로부터 지킨다는 것을 의미하며, 방패에 하양과 검정이 교차하는 것은 에스와티니의 백인과 흑인의 평화로운 공존을 의미한다.

## 색상
| 색상 | 파랑                | 노랑                | 빨강                | 하양                  | 검정            |
| ---- | ------------------- | ------------------- | ------------------- | --------------------- | --------------- |
| RGB  | 62–94–185 (#3E5EB9) | 255–217–0 (#FFD900) | 177–12–12 (#B10C0C) | 255–255–255 (#FFFFFF) | 0–0–0 (#000000) |

## 그 외의 기

에스와티니의 왕실기
1890년부터 1894년까지 쓰인 기
1894년부터 1902년까지 쓰인 기
1968년부터 2011년까지 쓰인 기